# R·W·伍德奖
R·W·伍德奖是由美国光学学会（OSA）设立的奖项，以罗伯特·威廉姆斯·伍德（Robert Williams Wood，1868–1955）的名字命名，奖励光学领域的科学家，1975年起由施乐公司每年颁发一次。
该奖项的历届获奖者包括玛格丽特·穆南 (Margaret Murnane)、马文·闵斯基 (Marvin Minsky)、卡尔·威曼 (Carl Wieman)、热拉尔·穆鲁 (Gérard Mourou) 、和西奥多·梅曼 (Theodore H. Maiman)。

## 得主
- 1975年：埃米特·利斯、尤里斯·乌帕特尼克斯（英语：Juris Upatnieks）
- 1976年：西奥多·梅曼
- 1977年：彼得·菲尔格特（英语：Peter Fellgett）
- 1978年：彼得·皮季里莫维奇·索罗金（英语：Peter P. Sorokin）
- 1979年：彼得·弗兰肯（英语：Peter Franken）
- 1980年：安东尼·E·西格曼（英语：Anthony E. Siegman）
- 1981年：查尔斯·V·尚克（英语：Charles V. Shank）、埃里希·P·伊彭（英语：Erich P. Ippen）
- 1982年：林恩·F·莫勒瑙尔（英语：Linn F. Mollenauer）
- 1983年：斯文·R·哈特曼（德语：Sven R. Hartmann）
- 1984年：奧托·威胥特利
- 1985年：大卫·H·奥斯顿（英语：David H. Auston）
- 1986年：约瑟夫·A·乔德梅因（德语：Joseph A. Giordmaine）、罗伯特·C·米勒（英语：Robert C. Miller）
- 1987年：大卫·E·阿斯普内斯（英语：David E. Aspnes）
- 1988年：丹尼尔·S·切姆拉（德语：Daniel S. Chemla）、大卫·A·B·米勒（英语：David A. B. Miller）
- 1989年：丹尼尔·R·格里什科夫斯基（德语：Daniel R. Grischkowsky）
- 1990年：罗杰斯·H·斯多兰（德语：Rogers H. Stolen）
- 1991年：托马斯·F·多伊奇（德语：Thomas F. Deutsch）、理查德·马吉·奥斯古德（英语：Richard Magee Osgood）、丹尼尔·J·埃里希（德语：Daniel J. Ehrlich）
- 1992年：尤里·尼古拉耶维奇·杰尼修克（英语：Yuri Nikolaevich Denisyuk）
- 1993年：约瑟夫·爱德华·盖西克（德语：Joseph Edward Geusic）
- 1993年：勒格朗·范·厄特特（英语：LeGrand Van Uitert）
- 1994年：达纳·Z·安德森（德语：Dana Z. Anderson）
- 1995年：热拉尔·穆鲁[2]
- 1996年：埃利·雅布罗诺维奇[3]
- 1997年：彼得·莫尔顿（德语：Peter Moulton）
- 1998年：罗伯特·L·拜尔（英语：Robert L. Byer）、马丁·费耶尔（德语：Martin Fejer）[4]
- 1999年：埃里克·康奈尔、卡尔·威曼[5]
- 2000年：马文·闵斯基、莫里斯·大卫·艾格（德语：M. David Egger）
- 2001年：保罗·戴维多维茨（德语：Paul Davidovits）、费德里科·卡帕索
- 2002年：皮埃尔·梅斯特雷（德语：Pierre Meystre）
- 2003年：乔治·伊恩·斯蒂格曼（德语：George I. Stegeman）
- 2004年：兰加斯瓦米·斯里尼瓦桑（英语：Rangaswamy Srinivasan）、詹姆斯·J·韦恩（英语：James J. Wynne）、塞缪尔·E·布鲁姆（英语：Samuel E. Blum）
- 2005年：中澤正隆
- 2006年：亚历山大·埃夫罗斯（英语：Alexander Efros）、阿列克谢·叶基莫夫、路易斯·布鲁斯[6]
- 2007年：巴拉姆·贾拉利（英语：Bahram Jalali）
- 2008年：安德鲁·M·韦纳、乔纳森·P·赫里塔吉（德语：Jonathan P. Heritage）
- 2009年：保罗·奎亚特
- 2010年：亨利·卡普坦（德语：Henry Kapteyn）、玛格丽特·穆尔南
- 2011年：德米特里奥斯·N·克里斯托杜利德斯（英语：Demetrios N. Christodoulides）
- 2012年：埃里克·范斯特里兰（英语：Eric Van Stryland）、曼苏尔·谢赫·巴哈（德语：Mansoor Sheik-Bahae）[7]
- 2013年：米尔顿·冯（英语：Milton Feng）
- 2014年：迈克尔·巴斯（德语：Michael Bass (Physiker)）
- 2015年：彼得·J·诺德兰德（英语：Peter J. Nordlander）、娜奥米·哈拉斯（英语：Naomi Halas）[8]
- 2016年：基山·多拉基亚（德语：Kishan Dholakia）
- 2017年：米哈尔·利普森（英语：Michal Lipson）[9]
- 2018年：克里斯·巴蒂（德语：Chris Barty）
- 2019年：潘建伟
- 2020年：约翰·迈克尔·达德利（英语：John Michael Dudley）
- 2021年：托比亚斯·基彭伯格（德语：Tobias Kippenberg）
- 2022年：范汕洄
- 2023年：亚历山德拉·博尔塔塞瓦（英语：Alexandra Boltasseva）